# 로저 클라크 (1978년생 배우)

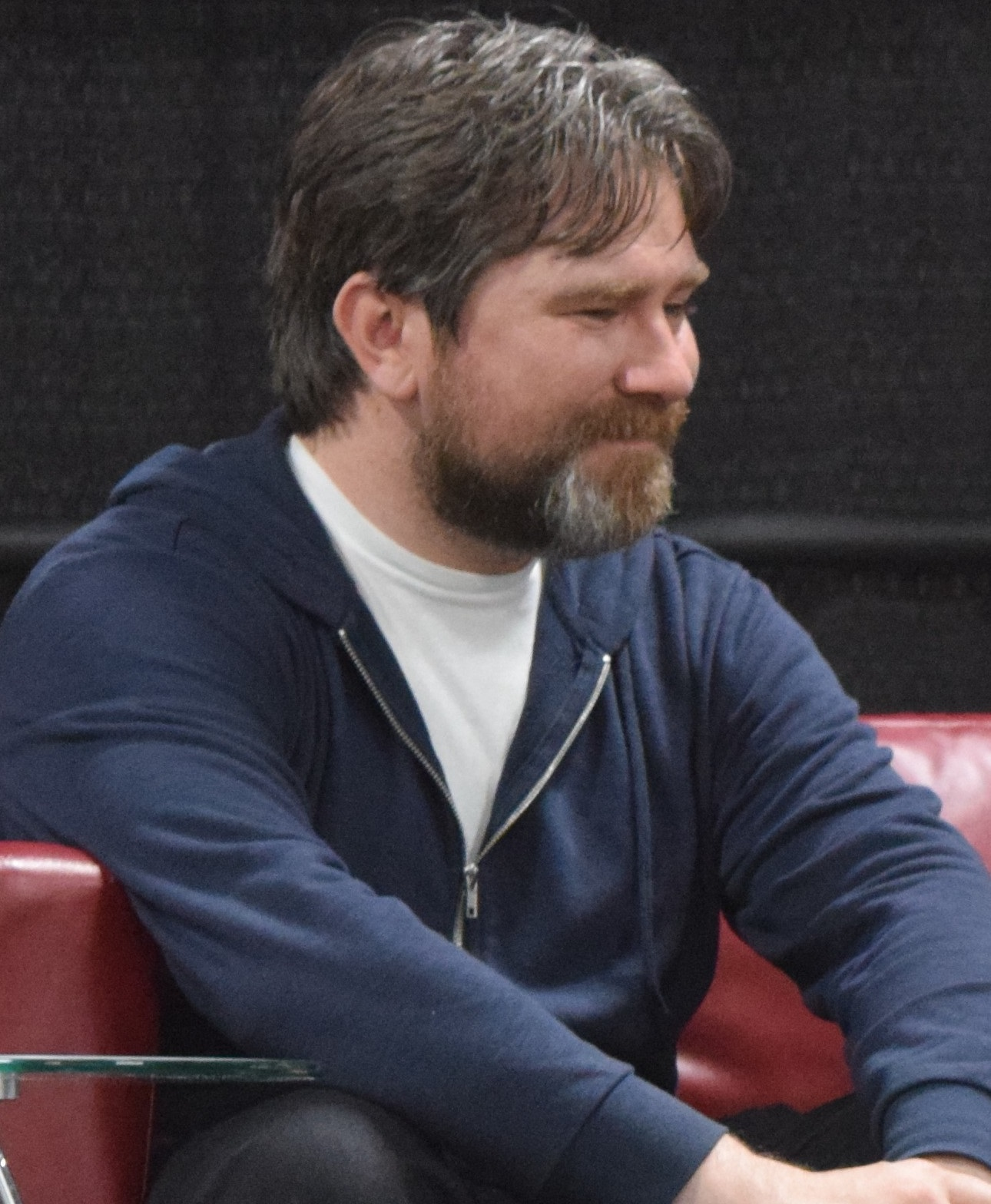

로저 클락(Roger Clark, 1978년 7월 14일 ~ )은 미국의 성우, 텔레비전 배우이다.